# 第1次ヴァル・ファジュル作戦
第1次ヴァル・ファジュル作戦（だいいちじヴァル・ファジュルさくせん）は、イラン・イラク戦争中、イラン軍によるイラク・マイサーン県に対する攻勢作戦である。

## 概要
新たに立案されたイラン軍攻勢作戦の第1回目が本作戦であり、大きく2期に分かれて実施された。

## 攻撃第1波
1983年2月6日黎明、イラン軍はイラク領アマーラから東約45kmの国境地帯を突破、サファリエ、スブレ、ラジデイエの3箇所を奪回し、イラク軍1個旅団と3個連隊を壊滅させたと、イラン国営通信は伝えた。しかし攻撃開始24時間後には停滞した。2月9日に攻撃再興するも、イラク軍の反撃にあい2月16日には攻撃発起点まで押し戻された。

## 攻撃第2波
4月10日、フーゼスターン州ファッケで攻勢に出た。直後に両国の国営放送は大損害を与えたと報じたが、イラン軍の攻勢は失敗した。

## 大本営発表
既にこの頃には、イラン統合参謀本部による日々戦況発表やイラク軍参謀本部発表は自軍の勇ましい勝利と敵軍の損害だけを発表するようになり、戦闘状況の真実は闇の中であった。まさしく、大日本帝国軍が行った大本営発表を彷彿させるもの（それも双方が）であった。これが本戦争における双方の損害を不明にしている要因の一つとなっている。